# Agoliinus ragusai
Agoliinus ragusai är en skalbaggsart som beskrevs av Edmund Reitter 1892. Agoliinus ragusai ingår i släktet Agoliinus och familjen Aphodiidae. Inga underarter finns listade i Catalogue of Life.